# لويس فالكارسي
لويس فالكارسي (بالإسبانية: Luis Valcarce Vidal) هو لاعب كرة قدم إسباني في مركز الدفاع، ولد في 3 فبراير 1993 في بونفيرادا في إسبانيا. لعب مع نومانسيا.

## وصلات خارجية
- لويس فالكارسي على موقع قاعدة بيانات كرة القدم.إي يو (الإنجليزية)
- لويس فالكارسي على موقع Soccerway.com (الإنجليزية)
- لويس فالكارسي على موقع AS.com (الإسبانية)